# Román Protasévich
Román Dmítriyevich Protasévich o Ramán Dzmítryevich Pratasévich –en ruso: Роман Дмитриевич Протасевич; en bielorruso: Раман Дзмітрыевіч Пратасевіч– (Minsk, Bielorrusia; 5 de mayo de 1995) es un periodista y bloguero bielorruso.
Román Protasévich destacó en las protestas desarrolladas  tras el resultado de las elecciones presidenciales de 2020 de Bielorrusia  que dieron el gobierno del país a  Aleksandr Lukashenko por sexta vez consecutiva. Colaborador de Svetlana Tijanóvskaya, líder de la fuerza opositora a Lukashenko,  fundó y dirigió, junto con Stepán Putilo los canales de Telegram Nexta y Nexta Live que se convirtieron  en un referente informativo para los opositores a Lukashenko.
El  23 de mayo de 2021, fue detenido, junto a su compañera la rusa Sofía Sapega, en el aeropuerto de Minsk tras hacer que el avión en que viajaba desde Atenas a Vilna sobrevolando el espacio aéreo bielorruso, aterrizara de emergencia por un aviso de bomba, según informó las autoridades bielorrusas. El hecho fue condenado por varios países entre los que se encontraban los EE.UU. y la Unión Europea e incluso impusieron sanciones de diferente tipo contra Bielorrusia califiacando el hecho como un "secuestro de Estado"..

## Biografía
Román Protasévich nació el  5 de mayo de 1995.  Comenzó a mostrar su oposición a la política de Aleksandr Lukashenko desde adolescente, en  julio de 2011 con 16 años de edad, fue expulsado de la escuela por participar en una protesta contra el gobierno en el marco de la “Revolución a través de las redes sociales”, acciones de protestas silenciosas convocadas en internet, y, tras la publicación de su fotografía y su difusión por la redes sociales, Román adquirió popularidad entre la oposición.
Se afilió a la organización  Frente Juvenil y realizó una labor de propagandística creando y administrando grupos opositores en la red social rusa Vkontakte.
Comenzó los estudios de periodismo en la Universidad Estatal de Bielorrusia que abandonó para comenzar a trabajar en medios informativos independientes de línea editorial opositora al gobierno bielorruso. En 2019 abandona Bielorrusia y se traslada a Polonia donde pide asilo político y al año siguiente solicita la ciudadanía polaca.
Colaborador de Serguéi Tijanovski, youtuber y activista opositor a Aleksandr Lukashenko, y luego tras la detención de este, de su esposa Svetlana Tijanóvskaya, participa activamente desde diferentes plataformas de internet  y en especial desde los canales de Telegram y Youtube en las  protestas desarrolladas  tras el resultado de las elecciones presidenciales de agosto de 2020. Protestas que recibieron el apoyo de los llamados "países occidentales".
El 19 de noviembre de 2020, Román Protasévich, junto a Stepán Putilo, fundador de los canales NEXTA, son señalados por Comité de Seguridad del Estado de Bielorrusia como personas involucradas en “actividades terroristas” y acusados de  organizar desórdenes masivos, de atentar gravemente contra el orden público y de atizar la discordia social.
El 23 de mayo de 2021, fue detenido, junto a su compañera la rusa Sofía Sapega, en el aeropuerto de Minsk tras hacer que el avión en que viajaba desde Atenas a Vilna sobrevolando el espacio aéreo bielorruso, aterrizara de emergencia por un aviso de bomba, según informó las autoridades bielorrusas. El hecho fue condenado por varios países entre los que se encontraban los EE.UU. y la Unión Europea e incluso impusieron sanciones de diferente tipo contra Bielorrusia califiacando el hecho como un "secuestro de Estado".
El 3 de mayo de 2023, Protasevich fue condenado a 8 años de prisión, pero pronto ha sido indultado por Lukashenko.

## Canal de Telegram
En colaboración con Stepán Putilo, Protasévich dirigió el canal de Telegram Nexta, que durante las protestas en Bielorrusia de 2020-2021 se convirtió en una fuente de referencia. En la actualidad, es redactor del canal de Telegram Belamova (Belarús Golovnogo Mozga o Bielorrusia del Cerebro, traducido al inglés como Belarus of the Brain).
El rigor informativo de los canales de Telegram Nexta y Nexta Live ha sido cuestionado en diversa ocasiones por haber difundido informaciones que resultaron ser falsas. El propio Protasévich dijo sobre sus medios cuando le preguntaron si Nexta era un centro de protestas o un medio de comunicación

Es difícil decir quiénes somos. Supongo que somos principalmente bielorrusos a quienes les gustaría volver a casa y vivir en un país libre sin dictadura.